# Osječka oblast
Osječka oblast je bila oblast u Kraljevini SHS. Sjedište je bilo u Osijeku. Osnovana je Uredbom o podjeli zemlje na oblasti od 26. lipnja 1922. godine kojim je preustrojena Kraljevina SHS. Ukinuta je Zakonom o nazivu i podjeli Kraljevine na upravna područja od 3. listopada 1929. godine.

## Povijest
Uredbom o podjeli zemlje na upravne oblasti od 26. travnja 1922., te istodobno donesenim Zakonom o sreskoj i oblasnoj samoupravi (SN br. 92/1922), na osnovi čl. 95 Vidovdanskog ustava, Kraljevina SHS podijeljena je na 33 oblasti. Jedna od oblasti bila je i Osječka oblast u Osijeku, koja je teritorijalno obuhvaćala dotadašnju Virovitičku, Požešku i dio Bjelovarsko-križevačke županije. Na čelu oblasti, kao predstavnik državne vlasti, bio je veliki župan, dr. Fran Gabrek, kasnije Ljudevit Gaj. Veliki župan imao je vlastiti, predsjednički ured, te mu je bilo podređeno 9 odjeljenja. Oblasna samouprava koja je djelovala putem Oblasne skupštine i Oblasnog odbora, uspostavljena je tek 1927. godine.
Usvajanjem Zakona o izmjeni Zakona o općinama i oblasnim samoupravama 1929. godine, oblasne su skupštine i oblasni odbori raspušteni, a veliki župani bili su dužni postaviti komesare oblasne samouprave koji će preuzeti poslove skupštine i odbora za dotične djelatnosti. Komesar je bio pod izravnim nadzorom velikog župana. Komesari su prestali s radom 15. studenoga 1929., kad njihove nadležnosti prelaze na banovine, uspostavljene Zakonom o nazivu i podjeli Kraljevine od 3. listopada 1929. Teritorij Osječke oblasti nakon toga uključen je u Savsku banovinu, jednu od 9 novih administrativno-teritorijalnih jedinica. Vlast komesara prestala je početkom studenog 1929. (prema podacima iz izvornih knjiga: najkasnije 6. studenoga 1929.), kad je prešla na bana Savske banovine, a prema propisima, u studenome je prestalo i poslovanje oblasne samouprave (komesara). Od 16. studenoga proglašena je likvidacija oblasti i oblasne samouprave, a u ovome slučaju započela je najvjerojatnije 18. studenoga. Završena je najkasnije 4. prosinca preuzimanjem vlasti po banovinskoj upravi (Banska vlast Savske banovine).

## Zemljopis
Bila je djelatna na području koje je obuhvaćalo gradove Osijek, Brod na Savi (Slavonski Brod), Viroviticu, Koprivnicu, Bjelovar, Slavonsku Požegu, te kotareve (srezove): Bjelovar, Brod na Savi (Slavonski Brod), Daruvar, Donji Miholjac, Đakovo, Đurđevac, Garešnica, Grubišno Polje, Koprivnica, Kutina, Našice, Nova Gradiška, Novska, Osijek, Pakrac, Požega, Slatina, Valpovo, Virovitica.

## Politika
Banska Hrvatska (Pokrajina Hrvatska i Slavonija) kao posebna pokrajina u sklopu Kraljevine SHS postojala do potkraj veljače 1924. Ukidanje svih povijesnih pokrajina i zemalja bilo je predviđeno još godine 1921. Vidovdanskim ustavom, kojim je država definirana kao jedinstvena i centralizirana država. Bilo je predviđeno da nova upravna podjela zemlje bude provedena osnivanjem oblasti, koje su trebale imati i neka obilježja samoupravnih tijela. Pokrajina Hrvatska i Slavonija naposljetku je ukinuta odlukom vlade od 15. veljače 1924., da bi s prvim ožujkom iste godine godine na njezinom području počele djelovati četiri oblasti: Zagrebačka, Primorsko-krajiška, Osječka i Srijemska. One su u početku bile bile tek jedinice državne uprave, da bi oblasne skupštine, oblasni odbori i ostala samoupravna tijela bili uspostavljeni nakon oblasnih izbora početkom 1927. Tada i oblasti s hrvatskom većinom ustrojavaju svoja samoupravna tijela.
| Stranke i koalicije                      | Stranke i koalicije                      | Ukupno zastupnika | Iz Osijeka | Udjel u skupštini |
| ---------------------------------------- | ---------------------------------------- | ----------------- | ---------- | ----------------- |
| Hrvatska seljačka stranka                | Hrvatska seljačka stranka                | 59                | 1          | 76,6%             |
| Samostalna demokratska stranka           | Samostalna demokratska stranka           | 11                | -          | 14,3%             |
| Hrvatska federalistička seljačka stranka | Hrvatska federalistička seljačka stranka | 3                 | 3          | 3,9%              |
| Narodna radikalna stranka                | Narodna radikalna stranka                | 2                 | 1          | 2,6%              |
| Hrvatska stranka prava                   | Hrvatska stranka prava                   | 1                 | -          | 1,3%              |
| Disidenti Samostalne demokratske stranke | Disidenti Samostalne demokratske stranke | 1                 | -          | 1,3%              |
| Ukupno                                   | Ukupno                                   | 77                | 5          | 100,0%            |

## Uprava
Rad Osječke oblasti, kao i ostalih, odvijao se kroz tijela oblasne samouprave, a rješavala je pitanja oblasnog zakonodavstva, izglasavanja proračuna, oblasnih javnih radova, upravljanje unaprjeđenjem oblasnih gospodarskih interesa, oblasni javni radovi, briga o narodnom zdravlju, prosvjetni poslovi oblasti, oblasne prometne ustanove i dr, kao što je pomaganje razvoja obrta, industrije, prikupljanje statističkih podataka za potrebe oblasne samouprave, davanje mišljenja vladi o pitanjima zakonskih prijedloga koji se odnose na oblasti itd.
- Financije: poslovi sastavljanja oblasnih proračuna, raspolaganje porezima za oblasne rashode.
- Narodno gospodarstvo: briga za oblasno gospodarstvo općenito, za poljoprivrednu industriju, seljačka gospodarstva, poljoprivredne zaklade, agrarno-političke mjere, razvoj pojedinih poljoprivrednih grana, brigu oko gospodarskih proizvoda, poslove razvoja stočarstva i veterinarstva, komasacije, izradu gospodarskih osnova, brigu nad oblasnim imanjima, seljačke zadruge i dr.
- Narodna prosvjeta: unapređivanje prosvjete i školstva, školski programi, oržavanje tehničkih uvjeta školovanja i sl.
- Građevinarstvo i promet: izdavanje građevnih i vodograđevnih propisa, briga za oblasne ceste, javne gradnje, mostove, željeznice, opskrbu vodom, navodnjavanje, osiguranje građevnog materijala, eksproprijacije, nadzor nad obavljanjem građevinskih poslova.
- Narodno zdravlje i socijalna politika: briga i nadzor nad provođenjem mjera iz zdravstvenih propisa, osnivanje zdravstvenih stanica, nadzor lječilišta, osnivanje sanatorija, nadzor nad javnim lokalima, tržištima, zaštitno-tehničke mjere, brigu za siročad i nezbrinute, pomoć kod elementarnih nepogoda, zaštita invalida, poslovi šumarstva (ukupna briga nad oblasnim šumama, pošumljavanje) te poslovi iz područja obrta, trgovine, industrije i statistike (unaprjeđenje obrta i kućnih radinosti, stručno obrazovanje i sajmovi i dr.).

### Tijela
Veliki župan je za obavljanje poslova iz svoje nadležnosti imao na raspolaganju referente postavljene na čelo 9 odjeljenja: prosvjetnog, vjerskog, poljoprivredno-veterinarskog, šumarskog, zdravstvenog, računarskog, financijskog i hidrotehničkog, te građevinske sekcije i inspekcije rada. Oblasna skupština predstavljala je zakonodavnu i nadzornu vlast. Saziv skupštine pripadao je velikom županu u kraljevo ime.
Oblasna skupština je izglasavala oblasni proračun i oblasne uredbe, koje su imale karakter oblasnog zakona i mogle su se odnositi: na unutarnje poslovanje oblasnih samoupravnih vlasti, na ustrojstvo i poslovanje rasnih oblasnih samouprava i zavoda, reguliranje plaća i mirovina oblasnih činovnika, propisivanje načina uporabe oblasnih sredstava, razrađivanje zakonskih odredaba u cilju primjenjivanja u oblasti ako nisu iz područja javnog mira i reda, sigurnosti i morala. Imala je nekoliko posebnih odbora: financijski; odbor za oblasne uredbe; odbor za molbe i žalbe.
Samoupravni poslovi Oblasnog odbora, imenovanog 23. veljače 1927. godine, bili su isprva podijeljeni na grane (predsjedništvo i građevine; financije; privreda i gospodarstvo; obrt i industrija; zdravstvo i socijalna politika; šumarstvo i zadrugarstvo; prosvjeta; uprava i statistika), na čelu kojih su bili odbornici, a potom su uspostavljena odjeljenja ili referade, te jedna sekcija. Od 9. ožujka 1927. djelovala je referada za vjerske poslove; referada za financijske poslove; prosvjetno odjeljenje; gospodarsko odjeljenje; šumarsko odjeljenje; referada srednjoškolske nastave; hidrotehnički odjeljak; građevinska sekcija.
Ukidanjem Oblasne skupštine i Oblasnog odbora poslove samouprave preuzeo je 1929. godine komesar, imenovan po velikome županu. Komesar je bio na čelu Predsjedništva oblasne samouprave dok su ostali poslovi bili podijeljeni na odjeljenja, kao u vrijeme djelovanja Odbora. Na čelu odjeljenja sad su se nalazili stručni referenti.